# Wu Daozi
Wu Daozi (traditioneel Chinees: 吳道子; ca. 680–759) was een Chinees kunstschilder die leefde tijdens de Tang-dynastie. Hij was een inwoner van Yangdi in de provincie Henan. Wu was een hofschilder en diende onder andere onder keizer Tang Xuanzong.

## Werk
In tegenstelling tot zijn tijdgenoten schilderde Wu louter met zwarte Oost-Indische inkt. Hij bracht de natte inkt met vrije penseelstreken op het doek aan en creëerde zo schilderingen die zeer expressief waren in vergelijking tot de kleurrijke en gedetailleerde schilderkunst van de overige hofschilders. Regelmatig verzamelde zich een grote menigte rond Wu als hij aan het werk was.
Naar verluidt besloeg Wu's oeuvre een breed scala aan onderwerpen. Hij staat met name bekend om zijn grote fresco's met bekende boeddhistische personages.

## Invloed en nalatenschap
Wu's schildertechniek had een belangrijke invloed op de ontwikkeling van de Chinese schilderkunst. In navolging van hem werd inkt niet langer alleen gebruikt om te schetsen of kleurvlakken te omlijnen. Kunstenaars als Han Gan (ca. 706–773) volgden Wu's voorbeeld en maakten monochrome werken die baimiao (白描: 'witte afbeelding') werden genoemd.
De kunstcriticus Zhang Yanyuan (ca. 815–ca. 877) rekende de schilderstijl van Wu tot de vier standaarden van de traditionele schilderkunst, samen met die van Gu Kaizhi (ca. 344–ca. 406), Lu Tanwei (fl. 465–472) en Zhang Sengyou (fl. 500–550). In de loop der tijd heeft Wu een iconische status in de Chinese kunstgeschiedenis verworven.
- Gemeinsame Normdatei: 132799480
- International Standard Name Identifier: 0000 0000 6300 1511
- KulturNav: e92b4bab-2e22-4f11-86d9-3f1966946bcd
- Library of Congress Control Number: n88237312
- Trove: 1374211
- Union List of Artist Names: 500328302
- Virtual International Authority File: 28241611